# Superman: La Atracción de Acero
Superman: La Atracción de Acero es una montaña rusa sin suelo instalada en el Parque Warner Madrid. Fue la primera montaña rusa sin suelo de Europa.

## Descripción
La atracción fue diseñada por Bolliger & Mabillard. Se encontraba en el parque ya desde su inauguración, el 5 de abril de 2002. Está en la zona temática Súper Héroes World del parque, dedicada a personajes de los cómics de DC.

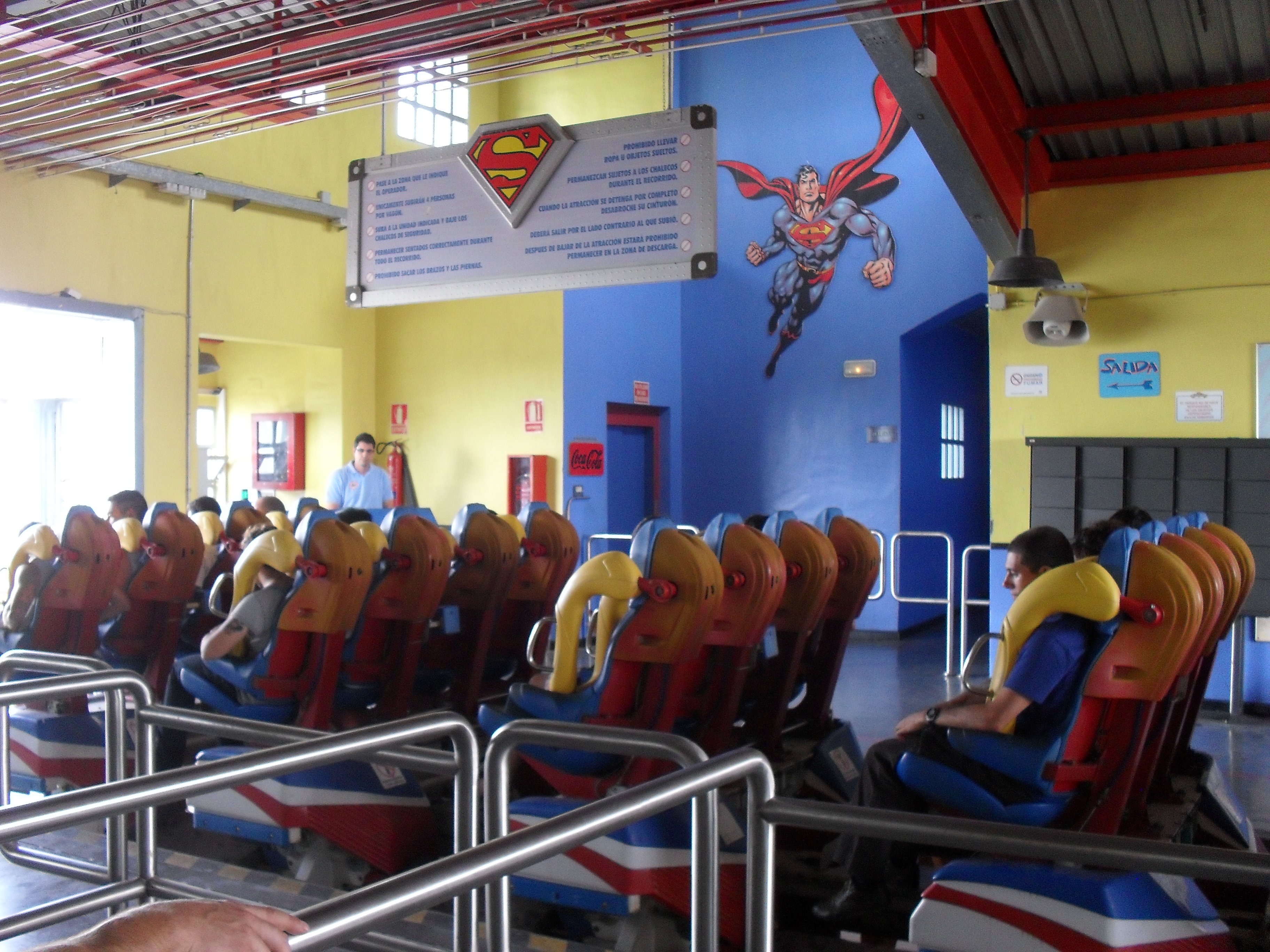

Fue la primera montaña rusa sin suelo de Europa, lo que implica que los pies van colgando en el vagón. El recorrido dura unos 2 minutos y tiene grandes bajadas, siendo la primera de ellas de 50 metros. Alcanza unos 100 kilómetros por hora.
La vía es roja, azul y amarilla, que son los colores de Superman.

## Curiosidades
Es la primera floorless coaster de Europa.
Superman: La Atracción de Acero ha sido escenario de multitud de anuncios nacionales e internacionales.
En esta atracción se celebró una Boda con Bugs Bunny como maestro de ceremonias.
En la salida se encuentra una exposición con las portadas más emblemáticas de los cómics de Superman.
Con motivo del estreno de El Hombre de Acero, hubo una exposición de los trajes originales 
de la película en la entrada de la atracción.
Es la segunda montaña rusa en su tipo más alta del mundo.